# Medianas
Medianas es una localidad del municipio burgalés de Valle de Mena, en la Comunidad Autónoma de Castilla y León (España). 
La iglesia está dedicada a La Asunción.

## Localidades limítrofes
Confina con las siguientes localidades:
- Al norte con Carrasquedo.
- Al este con Montiano.
- Al sur con Cilieza.
- Al suroeste con Ovilla y Covides.
- Al oeste con Villasana de Mena.
- Al noroeste con Entrambasaguas.

## Demografía
Evolución de la población
| Gráfica de evolución demográfica de Medianas entre 2000 y 2017     |
|                                                                    |
| Población de derecho (2000-2017) según el padrón municipal del INE |

## Historia
Así se describe a Medianas en el tomo XI del Diccionario geográfico-estadístico-histórico de España y sus posesiones de Ultramar, obra impulsada por Pascual Madoz a mediados del siglo XIX:

Lugar en la provincia, audiencia territorial y capitanía general de Burgos (21 leguas), diócesis de Santander (14), partido judicial de Villarcayo (6) y ayuntamiento titulado del valle de Mena (1/2); Situado en un alto combatido por todos los vientos, donde goza de un clima muy benigno aunque bastante húmedo, siendo las enfermedades más frecuentes los constipados y alguna que otra pulmonía. Tiene 24 casas divididas en 2 barrios llamados Lomanillo y Villanso; fuente en los afueras del pueblo, cuyas aguas son excelentes; y 1 iglesia parroquial (la Asunción) servida por un cura párroco y un sacristán. Confina el término N Carrasquedo y Santa Cruz; E Ciliesa y Obilla; S Covides, y O Entrambasaguas. El terreno en general es de mediana calidad, habiendo al E un monte bastante escaso de leña pero abundante de buenos pastos para los ganados vacuno, mular y caballar. Caminos: estos se hallan en regular estado y dirigen de pueblo a pueblo. Correos: la correspondencia se recibe de Villarcayo por valijero. Producciones: trigo, maíz, patatas, toda clase de legumbres, algunas frutas y abundantes pastos; cría ganado vacuno, asnal, de cerda y algo de caballar; y por último caza de perdices, liebres, codornices y zorros. Industria: la agrícola. Población: 10 vecinos, 38 almas. Capital imponible: 247 reales.
Diccionario geográfico-estadístico-histórico de España y sus posesiones de Ultramar